# Murs 3:16 Presents... Murs and the Misadventures of the Nova Express
Albums de Murs
The End of the Beginning
(2003) Murs for President
(2008)
Murs 3:16 Presents... Murs and the Misadventures of the Nova Express est un album de compilation de Murs, sorti le 18 janvier 2008.

## Liste des titres
| No  | Titre                                     | Interprète(s) | Durée |
| --- | ----------------------------------------- | ------------- | ----- |
| 1.  | Ups and Downs (featuring Supreeme)        | Murs          |       |
| 2.  | Down In Dena                              | Murs          |       |
| 3.  | L.A. Blues (featuring Da Wax)             | Murs & Asek   |       |
| 4.  | Babylon Fall                              | Murs          |       |
| 5.  | Interlude                                 | Y.O.C.        |       |
| 6.  | Free Gear                                 | Isiah         |       |
| 7.  | Race Day (Skit)                           |               |       |
| 8.  | She Had a Nascar                          | Murs          |       |
| 9.  | The Saga Continues                        | Asek          |       |
| 10. | Keep On Lovin' Me (featuring Murs)        | Isiah         |       |
| 11. | 1st Love                                  | Murs          |       |
| 12. | Bang Bang (Remix) (featuring Murs)        | Supreeme      |       |
| 13. | Truth                                     | Supreeme      |       |
| 14. | Fat Bottom Jeans (Remix) (featuring Murs) | DJ Z-Trip     |       |
| 15. | Kiss (Remix) (featuring Murs)             | DJ Z-Trip     |       |